# Vereinigung Deutscher Wissenschaftler
Die Vereinigung Deutscher Wissenschaftler e. V. (VDW) ist ein deutscher Verein, der sich gemäß Satzung für Verantwortung und Nachhaltigkeit in der Wissenschaft einsetzt. Die VDW hat die Rechtsform eines eingetragenen Vereins. Sie wurde im Jahr 1959 von Carl Friedrich von Weizsäcker, Max Born, Otto Hahn und anderen Wissenschaftlern gegründet, die sich zwei Jahre zuvor in der Erklärung der Göttinger 18 gegen eine atomare Bewaffnung der Bundeswehr ausgesprochen hatten. 1963 „verfassten“ die Verfassungsrechtler Helmut Ridder und Ekkehart Stein im Auftrag der Vereinigung ein als Buch veröffentlichtes Memorandum gegen die Notstandsgesetze.
Der Verein nimmt durch Veranstaltungen, Arbeitsgruppen und Veröffentlichungen Stellung zu gesellschaftlichen und wissenschaftlichen Themen und zur Friedens- und Sicherheitspolitik. Die VDW verfügt über Mitglieder, die sowohl Geistes-, Sozialwissenschaftler als auch Naturwissenschaftler sind. Die Geschäftsstelle des Vereins befindet sich in Berlin.

## Vorstand
Den Vorstand bilden seit Februar 2023:
- Ulrike Beisiegel (Vorsitzende)
- Götz Neuneck (Vorsitzender und Pugwash-Beauftragter)
- Ernst Pöppel
- Klaus Schmid (Schatzmeister)
- Alexandra Retkowski
- Hubert Weiger

## Beirat
Den Beirat bilden seit Februar 2023:
- Hartmut Graßl (Vorsitzender des Beirats)
- Hans-Jochen Luhmann (Vorsitzender des Beirats)
- Johann Behrens
- Alexander von Gernler
- Christina Hansen
- Julian Nida-Rümelin
- Jürgen Scheffran
- Eberhard K. Seifert
- Christine von Weizsäcker

## Geschäftsführung
Seit Februar 2016 ist Maria Reinisch die Geschäftsführerin. Von 2014 bis 2015 war Ulrike Wunderle Geschäftsführerin.

## Whistleblower-Preis
Der VDW vergibt zusammen mit der Deutschen Sektion der International Association of Lawyers against Nuclear Arms seit 1999 alle zwei Jahre den Whistleblower-Preis für Menschen, „die auch unter persönlichen Opfern mit Hinweisen auf gesellschaftliche Risiken und Probleme an die Öffentlichkeit gegangen sind, nachdem Sie in ihrer eigenen Institution nicht gehört wurden“. Der Preis soll die Öffentlichkeit für das Whistleblowing sensibilisieren und die – häufig von Entlassung und Maßregelungen betroffenen oder bedrohten – Preisträger unterstützen. Die bisherigen Preisträger sind:
- Alexander Nikitin (1999)
- Margrit Herbst (2001)
- Daniel Ellsberg (2003)
- Theodore A. Postol und Árpád Pusztai (2005)
- Liv Bode und Brigitte Heinisch (2007)
- Rudolf Schmenger und Frank Wehrheim (2009)
- Rainer Moormann und Chelsea Manning (2011)
- Edward J. Snowden (2013)
- Brandon Bryant, Gilles-Eric Séralini und Léon Gruenbaum (2015)
- Martin Porwoll und Maria-Elisabeth Klein sowie Can Dündar (2017)

## Veröffentlichungen
- Stephan Albrecht, Hans-Joachim Bieber, Reiner Braun, Peter Croll, Henner Ehringhaus, Maria Finckh, Hartmut Graßl, Ernst Ulrich von Weizsäcker (Hrsg.): Wissenschaft – Verantwortung – Frieden: 50 Jahre VDW. Berlin 2009, ISBN 978-3-8305-1704-7.